# Masdevallia civilis
Masdevallia civilis es una especie de orquídea epífita originaria de Venezuela a Perú.

## Descripción
Es una especie de orquídea de pequeño tamaño, que prefiere el clima fresco al frío, con pelo insertado, con hábitos de epífitas, terrestres o litófitas con tallos cilíndricos con una única hoja apical, lineal, carnosa, obtusa. Florece con hojas muy fragantes y flores solitarias en una delgada inflorescencia, erecta a arqueada de 10 cm de largo. La floración se produce  en la primavera y el verano. Las características distintivas de esta especie son la inflorescencia corta con las flores entre las hojas, con tubo floral y la base del labelo cordada.

## Distribución y hábitat
Se encuentra en las pendientes herbosas y rocosas expuestas a pleno sol en el bosque nuboso de Colombia, Venezuela, Ecuador y Perú en alturas de 2000 a 3000 metros

## Sinonimia
- Byrsella civilis (Rchb.f. & Warsz.) Luer 2006
- Masdevallia macroglossa Rchb.f 1878;
- Masdevallia sulphurea Kraenzl. 1921
- Masdevallia leontoglossa Rchb.f.
- Masdevallia aequiloba Regel
- Masdevallia fragrans Woolward[1]